# جون كالفن رايت
جون كالفن رايت (بالإنجليزية: John Calvin Wright)‏ هو قاضي ومحامي وسياسي أمريكي، ولد في 1801 في غريني في الولايات المتحدة، وتوفي في 24 يناير 1862 في سكنيكتادي في الولايات المتحدة. انتخب عضو مجلس ولاية نيويورك.

## حياته
- هو ابن كل من السياسي الأمريكي كالفن رايت وسارة رايت
- تخرج في جامعة الاتحاد (union College) في نيويورك عام 1820 ومارس القانون في (قرية إيسبيرانس) وتعني حرفيا مدينة الترجي
- تزوج من لويسا مارش في الخامس من ديسمبر عام 1833
- يعد أول قاض في محكمة مقاطعة شوهري منذ عام 1838 وحتى عام 1843
- في عام 1843 أصبح عضوا في مجلس شيوخ ولاية نيويورك واستمر في المنصب حتي عام 1846
- بعد موت لويسا في عام 1843 تزوج كارولين فروست التي سرعان ما ماتت عام 1846
- بعد الفترة التي قضاها في مجلس شيوخ ولاية نيويورك انتقل إلى (Schenectady)
- رشحه الحزب الديمقراطي وانتخب عام 1851 مراقبا للحسابات في مجلس شيوخ ولاية نيويورك
- مات في 24 يناير عام 1862 عن عمر يناهز 61 عاما ودفن في (إيسبيرانس) التي تعني حرفيا مدينة الترجي كما ذكرنا سابقا